# خرائط قديمة

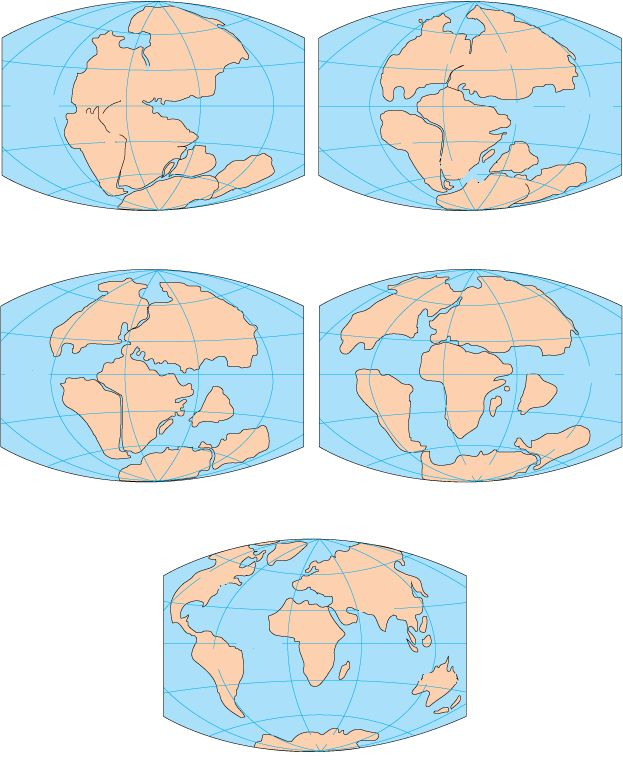
تفكك قارة بانجيا وحركة قاراتها إلى مواقعها الحالية.

 الخرائط القديمة، هي خرائط للقارات وسلاسل الجبال في الماضي على أسس عمليات إعادة بناء الألواح. حتى الستينيات، لم تكن الخرائط القديمة مرضية للغاية، حيث كان من الصعب فهم العديد من السمات المميزة تمامًا. على سبيل المثال، بدت الدلتا النهرية الضخمة مرتبطة بما يجب أن يكون أحواض تصريف صغيرة إلى حد ما. ومع اكتشاف تكنونيات الصفائح، أصبح من الواضح أن كتل الأرض تتحرك إلى بعضها البعض مع مرور الوقت. بدأت السمات الجيولوجية القديمة تبدو أكثر منطقية. ومن الممكن الآن وضع خرائط ربما تكون دقيقة إلى حد ما للمواقع القارية على مدى مئات ملايين السنين. قبل العصر الكامبري، يصبح الأمر أكثر صعوبة نظرًا لقلة الصخور المحفوظة من الانكشاف. تصبح حالة المناطق الكبيرة من الأرض غير معروفة في الماضي البعيد. وعندما تكون الصخور مكشوفة، يمكن تحديد خطوط العرض في كثير من الأحيان من اتجاه الحقول المغناطيسية المحفوظة (انظر المغناطيسية القديمة) بخلاف خطوط الطول تستند إلى إسقاطات غير مؤكدة على نحو متزايد كلما ابتعد الأنسان عن الحاضر.
ترتبط العديد من الخرائط المنشورة بطريقة أو بأخرى كريستوفر سكوتيز. والخرائط مفيدة لأنه عادة ما يكون من الصعب جدا وصف موقع وتوجيه السمات الجغرافية باستخدام الكلمات وحدها.

## روابط خارجية
- للحصول على نظرة عامة على الخرائط المتوفرة على الإنترنت، راجع.
- يحتفظ سكوتيز بمجموعة معقولة من الخرائط على موقعه على الإنترنت. تنشر العديد من الجامعات خرائط مماثلة باستخدام برنامج سكوتيز .
- مصدر آخر مهم هو مشروع الأطلس الجغرافي لجامعة شيكاغو.